# Breznik Plešivički
Breznik Plešivički is een plaats in de gemeente Jastrebarsko in de Kroatische provincie Zagreb. De plaats telt 134 inwoners (2001).